# Yannick Thiel
Pour les articles homonymes, voir Thiel.
Yannick Thiel, né le 5 août 1984 à Verviers (province de Liège), est un illustrateur, auteur de bande dessinée et enseignant belge francophone. 

## Biographie
Yannick Thiel naît le 5 août 1984 à Verviers. Il effectue des études en arts plastiques dans l'enseignement secondaire, avant de se diriger vers l’illustration à l'École supérieure des arts Saint-Luc de Liège, d'où il sort en juin 2007. Il a également suivi un parcours pédagogique pour obtenir un certificat d'aptitude professionnelle, lui permettant d’enseigner l’art au secondaire. Il est professeur à l’Institut Notre-Dame à Heusy en 2024. Après ses études supérieures, René Hausman lui ouvre les portes des festivals pendant plus de huit ans.
En 2010, il dessine l'album jeunesse Albigondine est une fée écrit par l'écrivaine Katia Lanero Zamora et publié dans la collection « La deuxième étoile à droite » aux éditions Luzabelle dirigée par Nathalie Troquette, l'épouse de René Hausman qui préface l'ouvrage. L'année suivante, le même duo sort l'opus Günther le menteur de la même manière.
En compagnie de Gaspard Talmasse, il réalise un dessin à quatre mains sur papier en hommage à René Hausman comme membres du collectif d'artistes place Ô Zarts qu'il parrainait. La fresque est installée définitivement à l'Espace Duesberg au centre culturel de Verviers le 5 septembre 2016.
En 2018, il illustre les ouvrages Citations et L'Air du temps almanach de nos saisons dans la collection « L'Air du temps ».
En avril 2020, pendant le confinement dû à la pandémie de Covid-19, tous les deux jours, il publie sur son compte Facebook un dessin à colorier pour les enfants.
Il sort son premier album de bande dessinée Rencontres, le premier tome de la série Les Pluches, publié sous son propre label Beardy bear éditions, financé via la plateforme de financement participatif Ulule le 31 mai 2024 sur lequel il travaille,.
En outre, il participe à divers albums collectifs dont Sortilèges (3 tomes, BD Fly de 2011 à 2018), Le Tour de France 2012 à coups de crayon (Province de Liège, 2012) , Vesparadise (BD Lire Éditions, 2014), Alianah (BD Fly, 2015), Belles de scène (BD Fly, 2016), Carte blanche (Wonderland Productions, 2016), et il réalise des affiches, dont celle du festival de bande dessinée de Manage en 2017.
Ses thèmes de prédilection sont la nature, les belles mécaniques automobiles et aéronautiques, la musique et les héros de romans, de théâtre ou de cinéma. Il y a un thème récurrent dans ses œuvres : la faune et la flore de nos forêts ainsi que ceux que l'on appelle « le petit peuple ». 
Il vit à Theux en 2024,,.

## Œuvres

### Illustrations livres jeunesse
- 1. Albigondine est une fée, Luzabelle, coll. « La deuxième étoile à droite », Stembert, décembre 2010
Scénario : Katia Lanero Zamora - Dessin et couleurs : Yannick Thiel -  (ISBN 978-2-9601158-0-2),Préface de René Hausman.
- 2. Günther le menteur, Luzabelle, coll. « La deuxième étoile à droite », Stembert, 2011
Scénario : Katia Lanero Zamora - Dessin et couleurs : Yannick Thiel -  (ISBN 978-2-9601158-1-9)

### Illustrations
- Christian Libens, Armel Job, Suivez mon regard ! Coups d'œil littéraires sur la Wallonie et son patrimoine, ouvrage collectif, Institut du Patrimoine wallon, Namur, 2011 Participation : illustration de la nouvelle d’ André-Marcel Adamek Le Freux du château de Vêves[3].
- Citations, Boncelles, L'Air du temps, 2018  (ISSN 2952-6825), (OCLC 1400292648).
- L'Air du temps almanach de nos saisons, Boncelles, L'Air du temps, 2018  (ISSN 2952-6817), (OCLC 1400266214).

### Albums de bande dessinée

#### Les Pluches
- 1. Rencontres[11],[2], Beardy bear éditions, 31 mai 2024
Scénario, dessin et couleurs : Yannick Thiel -  (ISBN 978-2-9603501-0-4)

### Collectifs
- 1. Sortilège I, BD Fly, janvier 2011
Scénario : Bruno Di Sano - Dessin : collectif dont Yannick Thiel - Couleurs : Alain Audry
- 2. Sortilège II, BD Fly, janvier 2013
Scénario : Bruno Di Sano - Dessin : collectif dont Yannick Thiel - Couleurs : Alain AudryTirage limité à 400 ex.
- Vesparadise, BD Lire Éditions, février 2014
Scénario : collectif - Dessin : collectif dont Yannick Thiel - Couleurs : quadrichromieTirage limité à 300 ex.
- Alianah - Un conte de Guy d'Artet[12], BD Fly, février 2015
Scénario : Guy d'Artet - Dessin : Yannick Thiel et divers
- Belles de scène[16], BD Fly, février 2016
Scénario : collectif - Dessin : collectif dont Yannick Thiel - Couleurs : Yannick Thiel
- 3. Sortilège III[17], BD Fly, janvier 2018
Scénario : Bruno Di Sano et Daniel Bardet - Dessin : collectif dont Yannick Thiel - Couleurs : Laurent CarpentierTirage limité à 250 ex.
- Carte blanche[18] (Wonderland Productions, 2016).
- 16TL. Percevan - La Magicienne des eaux profondes, L'Onomatopée, juin 2019
Scénario : Jean Léturgie - Dessin : Philippe Luguy -  (ISBN 978-2-9701110-4-7)Contient un dossier de 21 pages intitulé Voyage graphique et un dossier de 107 pages intitulé Galerie des acteurs par différents auteurs dont Yannick Thiel.
- Sortilège - Intégrale[19], C.M. éditions, 16 juin 2022
Scénario : Bruno Di Sano, Daniel Bardet, Christian Mathoul - Dessin : collectif dont Yannick Thiel - Couleurs : Laurent Carpentier, Louis-Michel Carpentier, Alain Audry -  (ISBN 978-2-9602788-1-1),Couverture : Daniel Desorgher, Stéphane Dizier. Storyboard : Bruno Gilson. Avec Jo-El Azara, Francis Carin, Jean-Pol, Hec Leemans, Wim Swerts, André Taymans.

#### Articles
- Y.H., « Yannick Thiel : un troisième album », L'Avenir,‎ 23 mai 2012 (lire en ligne , consulté le 17 juin 2024).
- « Bientôt la publication d’un 3e album ? », L'Avenir,‎ 5 février 2014 (lire en ligne , consulté le 17 juin 2024).
- Blandine Olivier, « Plongez dans l’univers fantastique de Yannick Thiel », L'Avenir,‎ 5 février 2014 (lire en ligne , consulté le 17 juin 2024).
- Philippe Wyn, « Trois ouvrages pour sept ans de dessins de Yannick Thiel », L'Avenir,‎ 6 février 2018 (lire en ligne , consulté le 17 juin 2024).
- Julie Wolff, « "Les Pluches", le projet BD de Yannick Thiel », L'Avenir,‎ 21 octobre 2023 (lire en ligne , consulté le 17 juin 2024).

#### Interviews
- Yannick Thiel et Nathalie Hausman (interviewés), « « Albigondine est une fée ! » chez Luzabelle », Best of Verviers,‎ 2 décembre 2010 (lire en ligne, consulté le 17 juin 2024).

### Émissions de télévision
- Verviers : les éditions Luzabelle publient "Albigondine", un conte pour enfants sur VEDIA, reportage de Brigitte Lousberg et V. Ferreira (3 min 2 s), 9 février 2011.
- "L'Album" : Yannick Thiel, illustrateur sur VEDIA, présentation : Urbain Ortmans (21 min 26 s), 26 février 2013.
- "L'Album" : Yannick Thiel, illustrateur et auteur de BD sur VEDIA, présentation : Urbain Ortmans (40 min 16 s), 27 mai 2024.

### Vidéographie
[vidéo] « Décès de René Hausman réaction de Yannick Thiel Televesdre », sur YouTube